# Auskultant
Auskultant (z latiny, doslovně česky posluchač) byl právník, absolvent právnické fakulty, který se praxí u soudu připravoval ke složení soudcovské zkoušky. Jeho pozdější obdobou je justiční čekatel.
V jiném významu mohlo jít o čekatele učitelského místa, který navštěvoval přednášky na univerzitě nebo gymnáziu.

## Soudní auskultant
V období Rakouska i první československé republiky musel po absolvování právnické fakulty ten, kdo se chtěl stát soudcem, nejen složit soudcovskou zkoušku, ale také nejdříve řádně vykonat praxi auskultanta. Protože šlo o úřednickou pozici, nebylo nutné získat na fakultě titul doktora práv, ale složit všechny tři státní zkoušky.
Auskultant byl tzv. pomocný soudcovský úředník, který byl jmenován k určitému vrchnímu zemskému soudu a pak přidělen k nějakému soudu v rámci jeho obvodu. U tohoto soudu mohl vykonávat všechny práce, kromě soudcovského rozhodování. Během své praxe měl projít všechna soudní oddělení a zároveň pravidelně konat teoretická cvičení, aby nabyl potřebné schopnosti a dovednosti k samostatnému vykonávání soudcovského úřadu. Jako svůj plat dostával tzv. adjutum a po nejdříve dvouleté, později tříleté službě mohl vykonat soudcovskou zkoušku. Po jejím úspěšném absolvování už mohl být jmenován soudcem, nebo zůstat v podobné pozici adjunkta. Na přelomu 80. a 90. let 19. století vykonávalo v českých zemích svou praxi cca 350 auskultantů.